# Вернон (Эр)
Верно́н (фр. Vernon) — город на севере Франции, регион Нормандия, департамент Эр, округ Лез-Андели, центр одноименного кантона. Расположен в 31 км к востоку от Эврё и в 74 км к северо-западу от Парижа, на левом берегу Сены, в 7 км от автомагистрали А13 «Нормандия». В центре города находится железнодорожная станция Вернон линии Париж-Гавр.
Население (2018) — 23 777 человек.

## История
Впервые упоминается в 750 году Пипином Коротким. В XI веке назывался замком Vernonium castrum.
В 1123 году английский король Генрих I расширил город и построил квадратную башню в замке. В 1151 году Вернон принадлежал Готфриду Плантагенету, графу Анжуйскому. Людовик VII отвоевал город у Готфрида, затем вернул его; через два года узнал, что сын графа ограбил торговцев на королевской дороге и вторично осадил город и сжёг его.
Впоследствии Вернон принадлежал герцогам Нормандским, уступившим его сыну Филиппа-Августа, Людовику VIII. В 1198 году Филипп, разбитый Ричардом, укрылся в городском замке.
Людовик IX (будущий Святой Людовик) основал в Верноне госпиталь. В правление Филиппа VI Валуа англичане овладели городом и сожгли его (1346). Позже он стал уделом французских королей; Франциск отдал его герцогине Феррарской, своей свояченице, но Людовик XIV вернул его короне.
До революции 1789 года город назывался La bonne ville, был окружён высокими стенами и глубокими рвами; ныне от укреплений осталась лишь высокая башня.
Церковный приход Бизи, где в прошлом располагались мельницы и виноградники, в 1791 году включили в состав Вернона, и он стал жилым районом, где выросли роскошные дома (усадьбы, замки, виллы). Этот район получил имя расположенного тут же замка (шато Бизи).

## Достопримечательности
- Коллегиальная церковь Нотр-Дам примечательна готической архитектурой и множеством надгробных памятников (fr:Collégiale Notre-Dame de Vernon)
- Шато Бизи XVII века
- Водяная мельница XII-XVI веков у разрушенного моста через Сену ― один из символов города
- Башня XII века, часть бывшего замка, ныне ― городской архив
- Шато Турель XIII-XVIII веков
- Церковь Святого Николая XIX века
- Здание мэрии конца XIX века

## Экономика
Структура занятости населения:
- сельское хозяйство — 0,2 %
- промышленность — 19,2 %
- строительство — 5,7 %
- торговля, транспорт и сфера услуг — 39,8 %
- государственные и муниципальные службы — 35,1 %

Уровень безработицы (2017) — 17,9 % (Франция в целом — 13,4 %, департамент Эр — 13,4 %). 

Среднегодовой доход на 1 человека, евро (2018) — 19 890 (Франция в целом — 21 730, департамент Эр — 21 700).

## Демография
Динамика численности населения, чел.

## Политика
Пост мэра Вернона с 2015 года занимает Франсуа Узийо (François Ouzilleau). На муниципальных выборах 2020 года возглавляемый им независимый список победил в 1-м туре, получив 66,37 % голосов.
| Период | Период | Фамилия           | Партия                                     | Примечания |
| ------ | ------ | ----------------- | ------------------------------------------ | --- |
| 1946   | 1977   | Жорж Аземья       | Французская секция Рабочего интернационала | журналист, член Генерального совета департамента                                                                                                  |
| 1977   | 1980   | Люсьен Помье      | Коммунистическая партия                    | |
| 1980   | 1983   | Жорж Аземья       | Социалистическая партия                    | журналист, член Генерального совета департамента                                                                                                  |
| 1983   | 2001   | Жан-Клод Асф      | Объединение в поддержку Республики         | коммерческий директор, член Генерального совета департамента, член Регионального совета Верхней Нормандии, депутат Национального собрания Франции |
| 2001   | 2008   | Жан-Люк Миро      | Союз за народное движение                  | мэр города Паси-сюр-Эр, сенатор |
| 2008   | 2014   | Филипп Нгуен Тань | Социалистическая партия                    | |
| 2014   | 2015   | Себастьян Лекорню | Союз за народное движение Республиканцы    | руководитель предприятия, член Совета департамента, президент Совета департамента, министр заморских территорий                                   |
| 2006   |        | Франсуа Узийо     | Республиканцы Разные правые                | член Регионального совета Нормандии |

## Города-побратимы
- Бад-Киссинген, Германия
- Сеута, Испания
- Масса, Италия

## Известные уроженцы
- Пьер Летелье (1614—1702) — художник, ученик Никола Пуссена
- Жак Луи де Тийи (1749—1822) — генерал эпохи Великой французской революции и Первой империи.
- Усма́н Дембеле́ (род. 1997) — футболист, нападающий клуба «Барселона» и национальной сборной Франции.

## Галерея

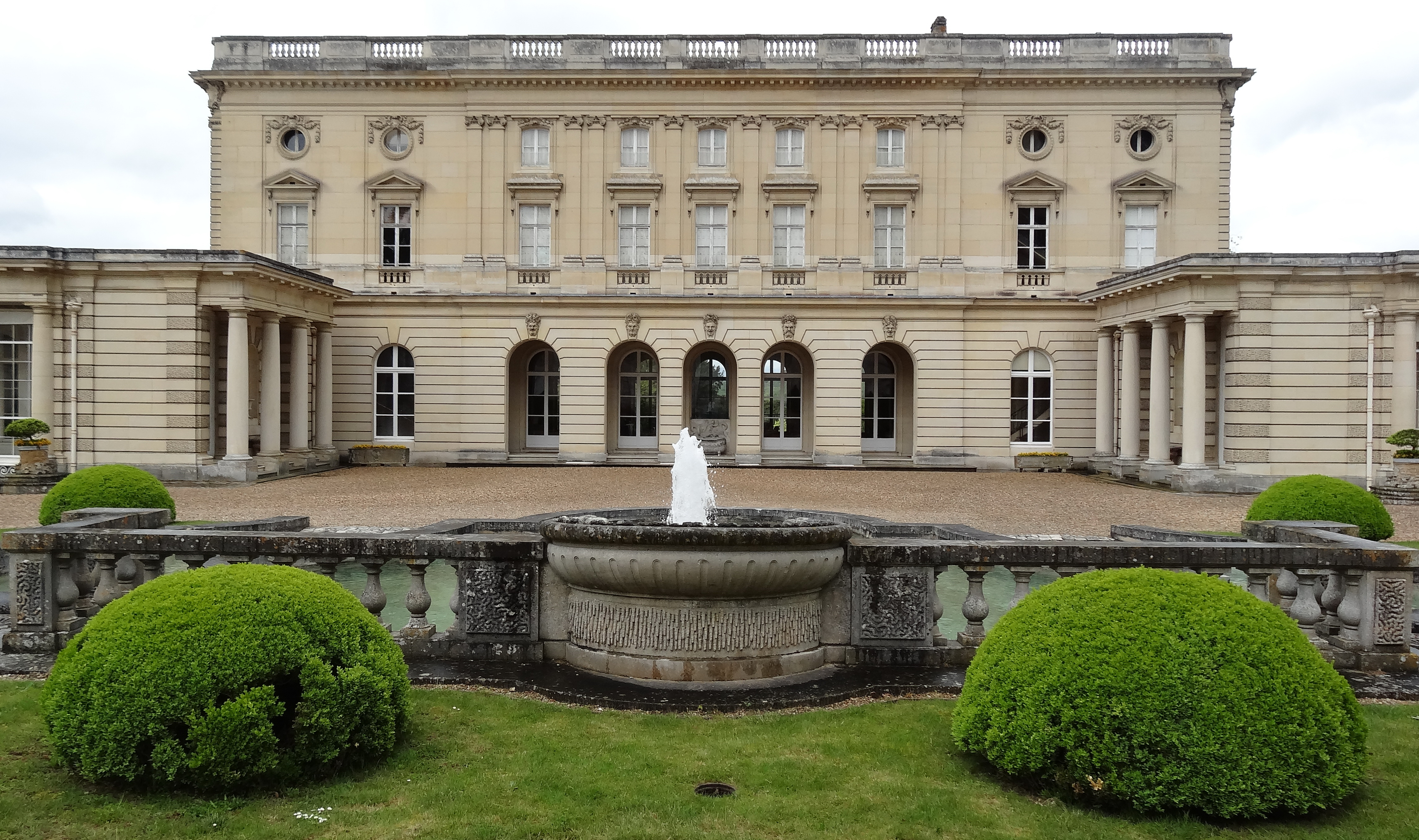
Шато Бизи
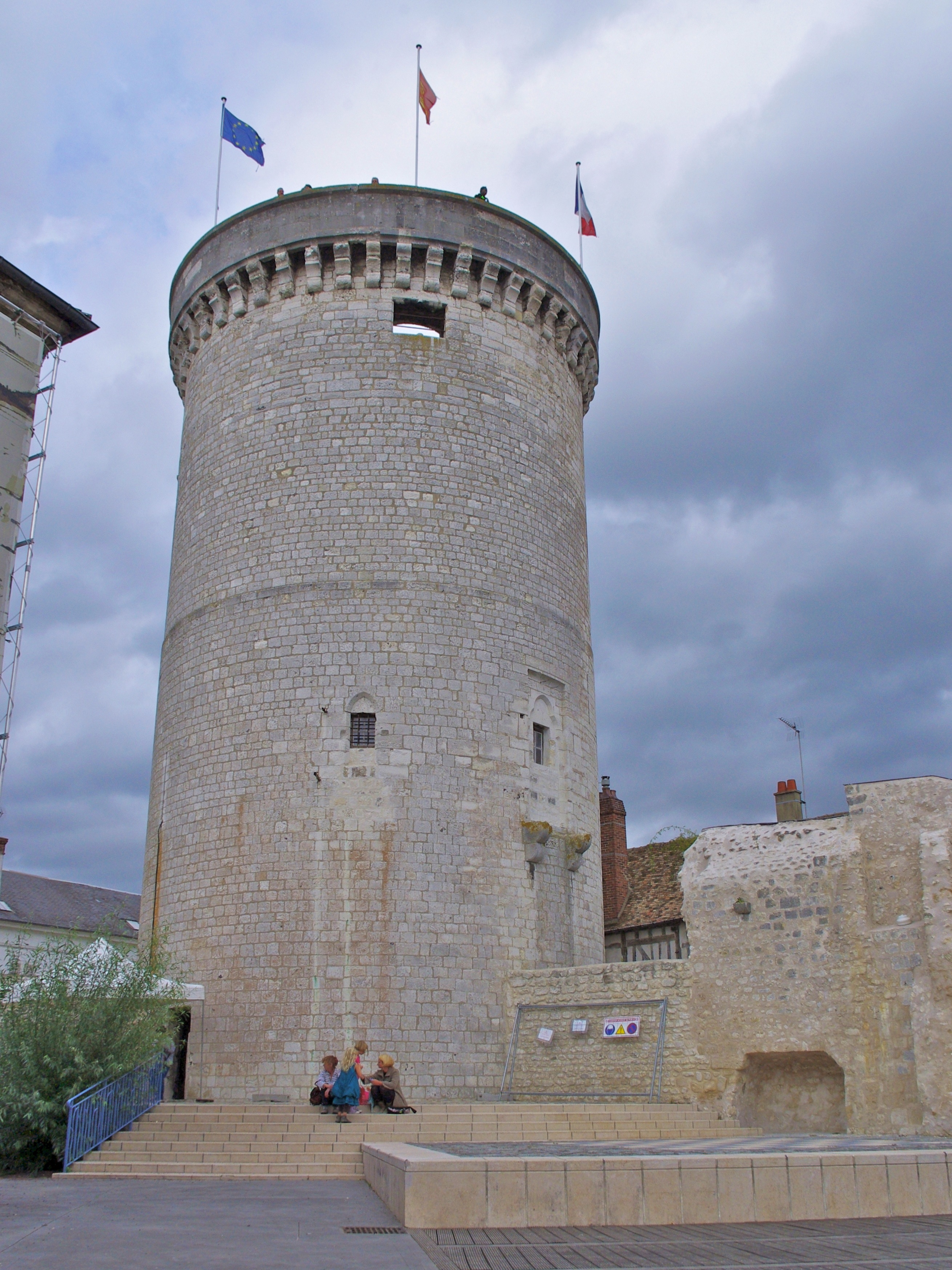
Башня-архив
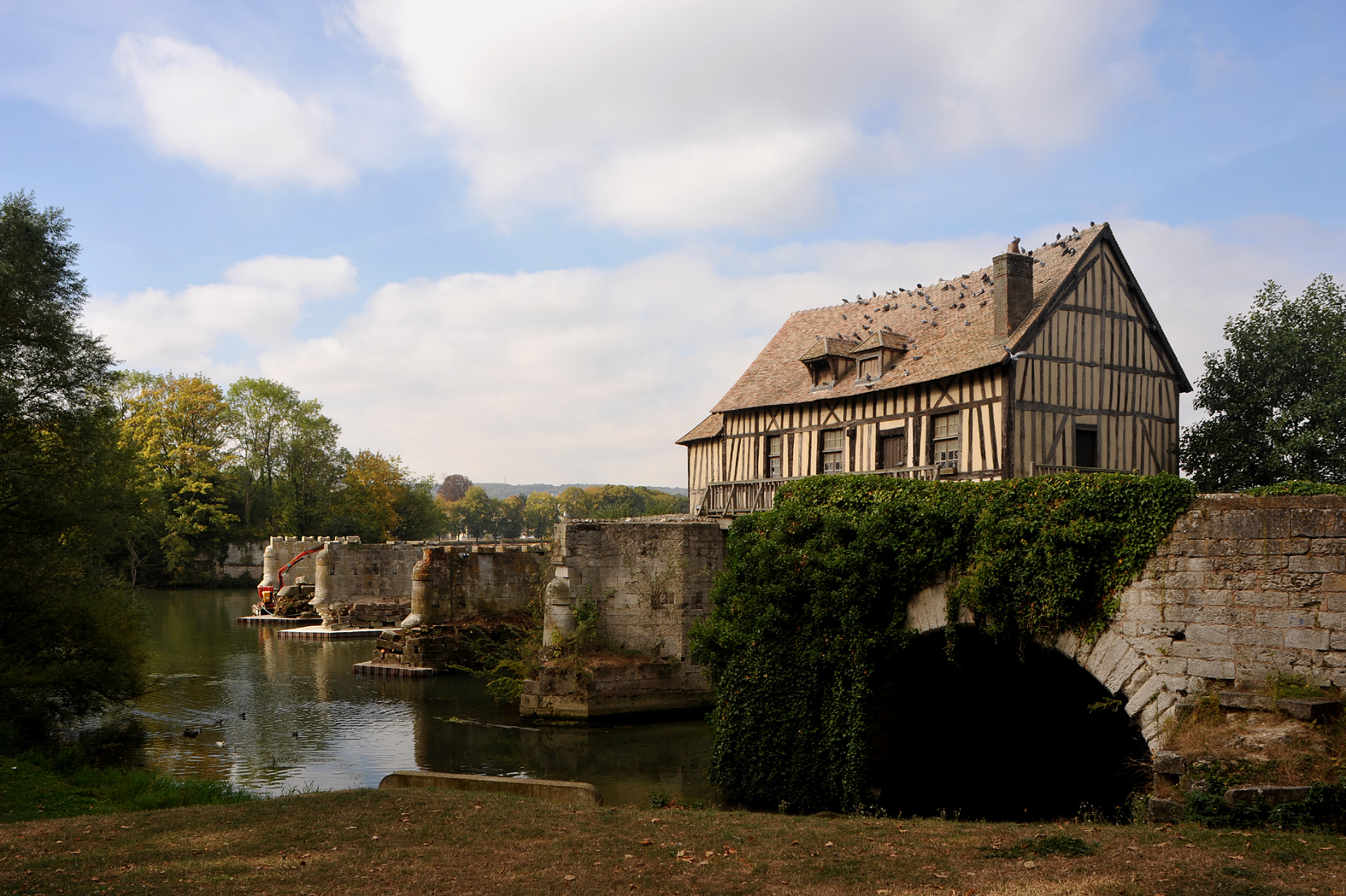
Мельница у разрушенного моста
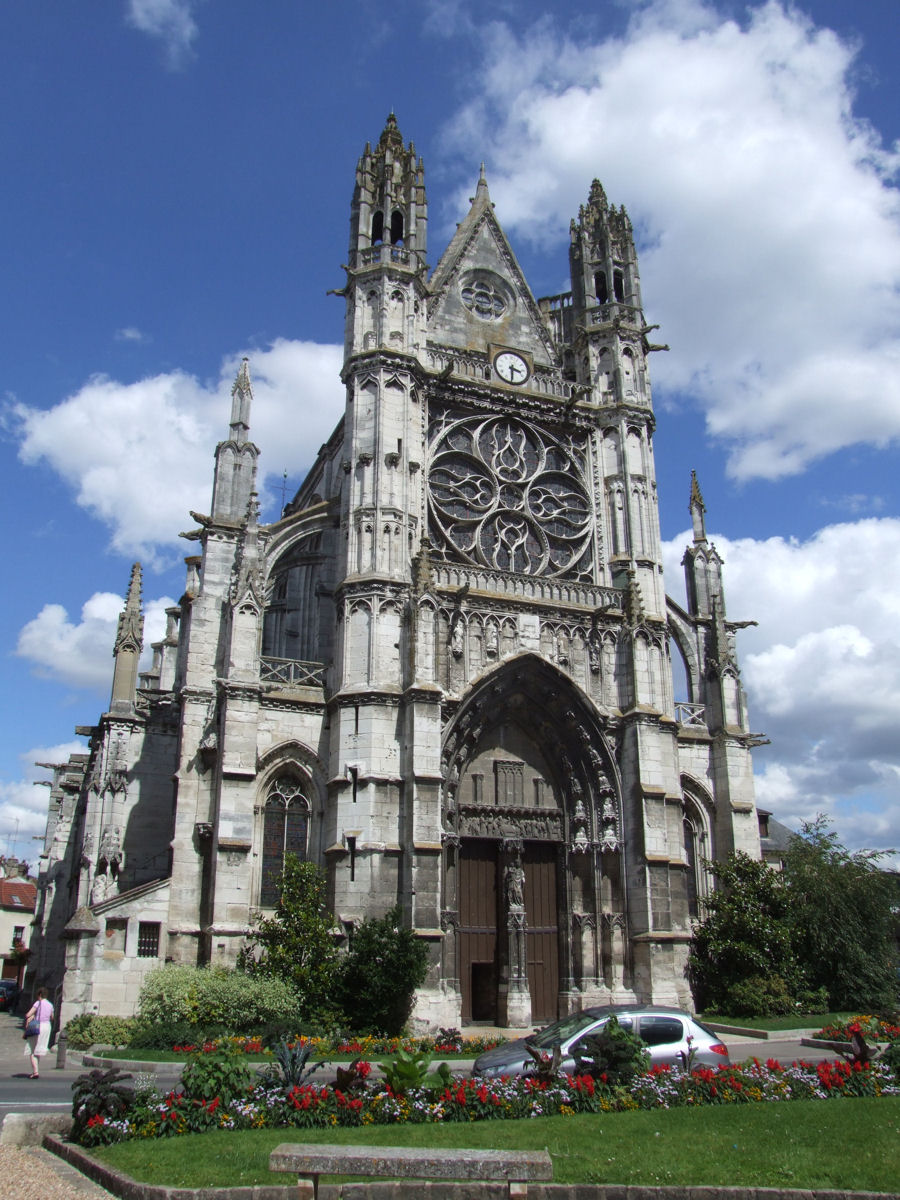
Церковь Нотр-Дам
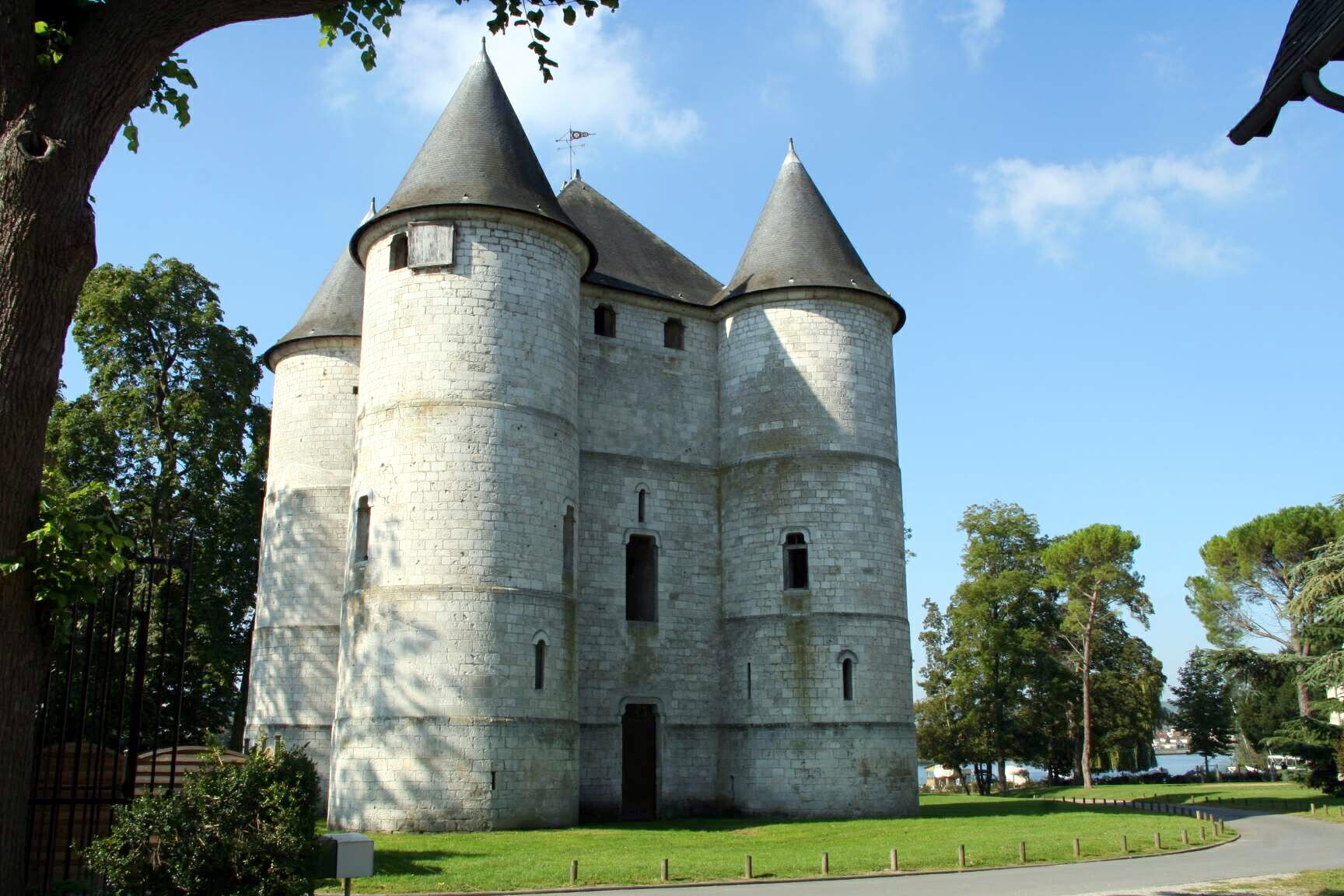
Шато Турель
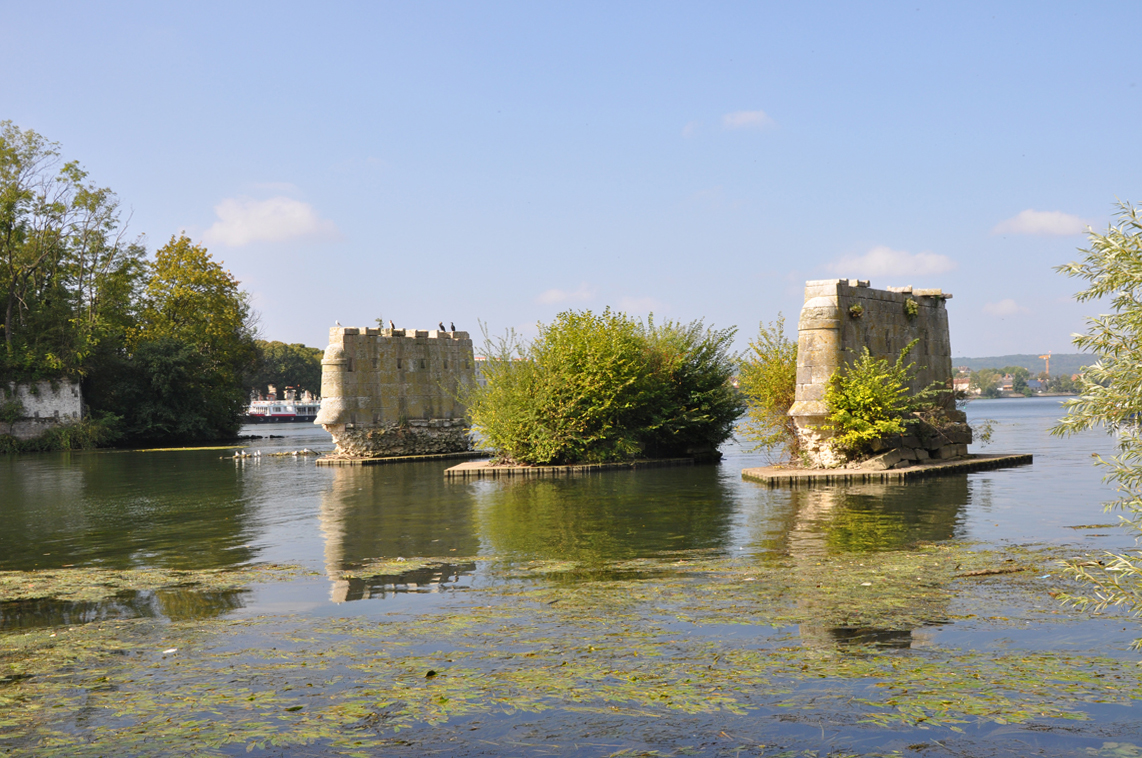
Остатки средневекового моста через Сену

1. 1 2  база данных о французских коммунах — Национальный географический институт Франции, 2015.